# Christkönig (Bestwig)

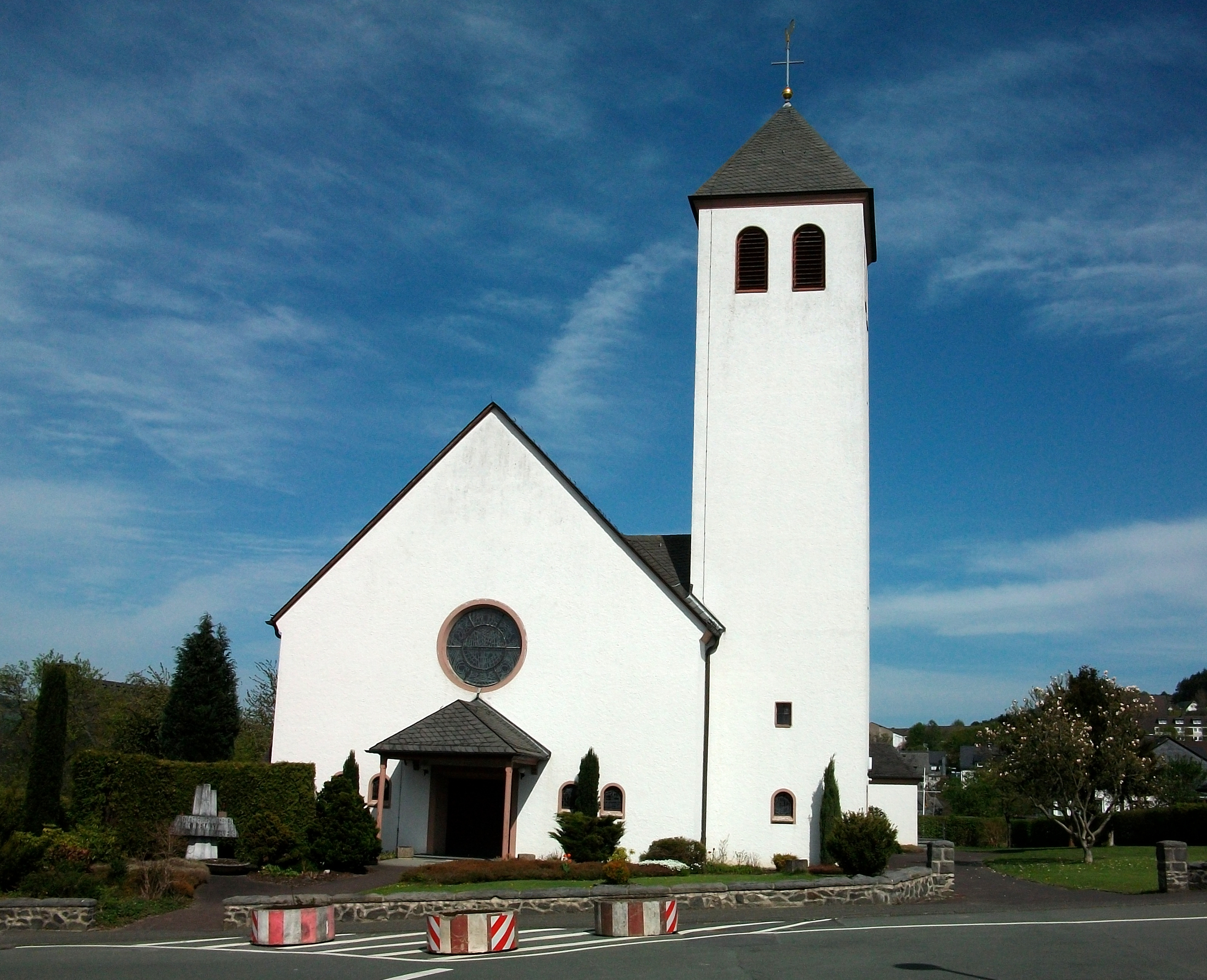
Pfarrkirche Christkönig

Die römisch-katholische Pfarrkirche Christkönig ist ein ortsbildprägendes Kirchengebäude in Bestwig, einer Gemeinde im nordrhein-westfälischen Hochsauerlandkreis in Deutschland.
Die Gemeinde gehört zum Gemeindeverband Katholischer Kirchengemeinden Hochsauerland-Waldeck im Erzbistum Paderborn.

## Geschichte und Architektur
Nach der Ansiedlung von Industriegebieten und Bau von Bahnanlagen vergrößerte sich der ehemals kleine Ort und es wurde der Neubau einer Kirche notwendig. 
Das Gebäude wurde von 1952 bis 1953 nach Plänen von Karl Brochhausen auf einem Hügel gegenüber dem Bahnhof errichtet, es hat eine markante städtebauliche Wirkung. Die verputzten Wandflächen sind hell gehalten, die Dächer sind verschiefert. Die Kirche besteht aus dem rechteckigen Schiff, dem rechteckigen Altarhaus, der Sakristei und dem Turm. Die Wände des Schiffes sind durch Rundbogenfenster gegliedert, es ist mit einem Satteldach gedeckt. Über dem Portal in der Giebelwand ist ein Rosettenfenster eingelassen. Der Turm steht auf einem quadratischen Grundriss, er ist mit einem Zeltdach bekrönt. Im Innenraum ruhen segmentbogenartige Gewölbe auf seitlichen Wandpfeilern. Der etwas höher liegende Chor ist ähnlich gewölbt. Die Abschlusswand ist gerade und mit einem Christusbild, das zum Teil in Mosaik ausgeführt ist, geschmückt. Es wurde 1959 von Schwester Erentrud Rost angefertigt. Sr Erentrud OSB war eine Benediktinerin aus der Abtei Varensell. Die Fensterrose zeigt eine Mariendarstellung, sie ist eine Arbeit von Richard Sehrbrock. Das Gebäude wird verschiedentlich auch für Konzertveranstaltungen genutzt.

## Ausstattung
- An der Rückwand steht auf zwei eingestellten Säulen eine Orgelempore, sie trägt den Orgelprospekt.
- Der Altar, der Tabernakel und der Ambo wurden von Jürgen Suberg angefertigt.
- Die von Fred Eckersorf für die Kommunionbank gefertigten Relieftafeln stehen zurzeit (2012) neben dem Gebäude.